# Luciano Silva Santos
Luciano Silva Santos, noto semplicemente come Luciano (26 febbraio 2003), è un calciatore brasiliano, centrocampista dell'Ypiranga-RS in prestito dallo Sport Recife.

## Carriera
Cresciuto nel settore giovanile del Red Bull Brasil, debutta in prima squadra il 21 aprile 2021 in occasione dell'incontro del Campeonato Paulista Série A2 perso 4-0 contro l'Oeste.
Nel 2021 passa al RB Bragantino ed il 22 ottobre debutta in Série A nel match pareggiato 1-1 contro l'Internacional.

## Statistiche

### Presenze e reti nei club
Statistiche aggiornate al 2 novembre 2021.
| Stagione        | Squadra         | Campionato      | Campionato | Campionato | Coppe nazionali | Coppe nazionali | Coppe nazionali | Coppe continentali | Coppe continentali | Coppe continentali | Altre coppe | Altre coppe | Altre coppe | Totale | Totale |
| Stagione        | Squadra         | Comp            | Pres       | Reti       | Comp            | Pres            | Reti            | Comp               | Pres               | Reti               | Comp        | Pres        | Reti        | Pres   | Reti   |
| --------------- | --------------- | --------------- | ---------- | ---------- | --------------- | --------------- | --------------- | ------------------ | ------------------ | ------------------ | ----------- | ----------- | ----------- | ------ | ------ |
| 2021            | Red Bull Brasil | A2/SP           | 6          | 1          |                 | -               | -               |                    | -                  | -                  |             | -           | -           | 6      | 1      |
| 2021            | RB Bragantino   | A1/SP+A         | 0+7        | 0          | CB              | 0               | 0               | CS                 | 0                  | 0                  |             | -           | -           | 7      | 0      |
| 2022            | RB Bragantino   | A1/SP+A         | 6+0        | 0          | CB              | 0               | 0               | CL                 | 0                  | 0                  |             | -           | -           | 6      | 0      |
| Totale carriera | Totale carriera | Totale carriera | 19         | 1          |                 | 0               | 0               |                    | 0                  | 0                  |             | -           | -           | 19     | 1      |